# Ian Astbury
Ian Astbury (Merseyside, Engeland, 14 mei 1962) is een Brits zanger en musicus. Hij is vooral bekend geworden als lead singer en inspiratiebron van de Britse rockband The Cult.
Na een onrustige jeugd – zijn vader werkte als officier bij de koopvaardij – vestigde Astbury zich in Yorkshire (Engeland) waar hij in 1983 The Cult oprichtte. Na aanvankelijke grote successen met de albums Love (1985), Electric (1987) en Sonic Temple (1989) verloor The Cult zijn commerciële slagkracht en in 1995 werd besloten de band op te heffen.
In 1999 besloot Astbury The Cult opnieuw leven in te blazen, echter zonder commercieel succes. Het album Beyond Good And Evil werd positief ontvangen en kreeg goede kritieken, maar het ontbrak aan hoge verkoopcijfers. In 2002 besloot Astbury The Cult wederom op te heffen.
In datzelfde jaar begon Astbury een nieuwe stap in zijn zangcarrière. Hij werd - samen met drummer Stewart Copeland - lead singer van de door Ray Manzarek en Robby Krieger opnieuw opgerichte The Doors. Later werd de bandnaam gewijzigd in The Doors of the 21st Century, Riders on the Storm en Manzarek-Krieger.
In 2006 verscheen The Cult uit het niets weer op het podium. Onder het motto 'Return to the Wild' werd een succesvolle wereldwijde toer gehouden, waarbij alle Cult-klassiekers van het eerste tot het laatste album werden gespeeld.
In 2007 zong hij in twee nummers op het album War Stories van UNKLE.
- Bibliothèque nationale de France: cb140344999 (data)
- Gemeinsame Normdatei: 134317556
- International Standard Name Identifier: 0000 0001 1450 7329
- Library of Congress Control Number: no2005090874
- MusicBrainz: 084705e4-4cee-4927-bd27-40904a588956
- Nationale Bibliotheek van Tsjechië: xx0068738
- Système universitaire de documentation: 160600960
- Virtual International Authority File: 85748304
- WorldCat: E39PBJwRRC7BBcqXVK4Q4QV3cP